# Shōji Hamada
Shōji Hamada (濱田庄司 Hamada Shōji?) (Kawasaki, prefectura de Kanagawa, 9 de diciembre de 1894 - Mashiko, 5 de enero de 1978) fue un ceramista japonés del siglo xx.  Fue una figura importante del movimiento mingei (arte popular), estableciendo la ciudad de Mashiko como centro alfarero. En 1955, fue nombrado Tesoro nacional viviente por el ministro de Cultura de Japón.

## Trayectoria
Tras finalizar sus estudios en la prestigiosa Escuela Secundaria de Hibiya, estudió cerámica en el Instituto Tecnológico de Tokio, entonces conocido como Escuela Industrial de Tokio con Kawai Kanjirō bajo la dirección de Itaya Hazan, donde se graduó en 1916. Al ser los únicos alumnos de la escuela interesados en convertirse en artistas ceramistas, Hamada y Kawai, un poco mayor que él, pronto se hicieron amigos y recorrieron la ciudad en busca de inspiración. En el verano de 1915 visitó los hornos de Minō , Seto (Ahichi), Banki, Shigaraki, Iga, Kutani y Kioto.  Hamada y Kawai trabajaron juntos en Kioto, en la antigua sede del Instituto Municipal de Tecnología de la Industria y la Cultura de Kioto donde experimentaron con vidriados utilizando diversos minerales. Yanagi Sōetsu (también conocido como Yanagi Muneyoshi) y Tomimoto Kenkichi los descubrieron visitando alfarerías y exposiciones. En 1918 visitaron en Okinawa el horno Tsuboya.
Hamada quedó muy impresionado por una exposición de cerámicas de Bernard Leach en Tokio, que por aquel entonces se alojaba en casa de Yanagi Sōetsu, y le escribió pidiéndole que le presentara. Ambos coincidieron en muchas cuestiones y se hicieron buenos amigos, hasta el punto de que Hamada pidió y obtuvo permiso para acompañar a Leach a Inglaterra en 1920, cuando éste decidió regresar y establecer allí una alfarería.Entre 1920 y 1923, trabajaron juntos en Inglaterra. 
Pasó tres años en St Ives con Bernard Leach. En 1923 regresó Japón donde, tras recorrer alfarerías, se alojó durante semanas en Tsuboya, en la prefectura de Okinawa, para acabar estableciendo su taller en Mashiko, a unos 100 km al noreste de Tokio, centro tradicional de la cerámica y porcelana japonesa. Allí construyó su propia alfarería, construyó un horno escalonado (Noborigama) y se comprometió a utilizar únicamente materiales locales, no sólo en la arcilla que utilizaba, sino también en los vidriados que creaba y en los pinceles que él mismo fabricaba con pelo de perro y bambú.

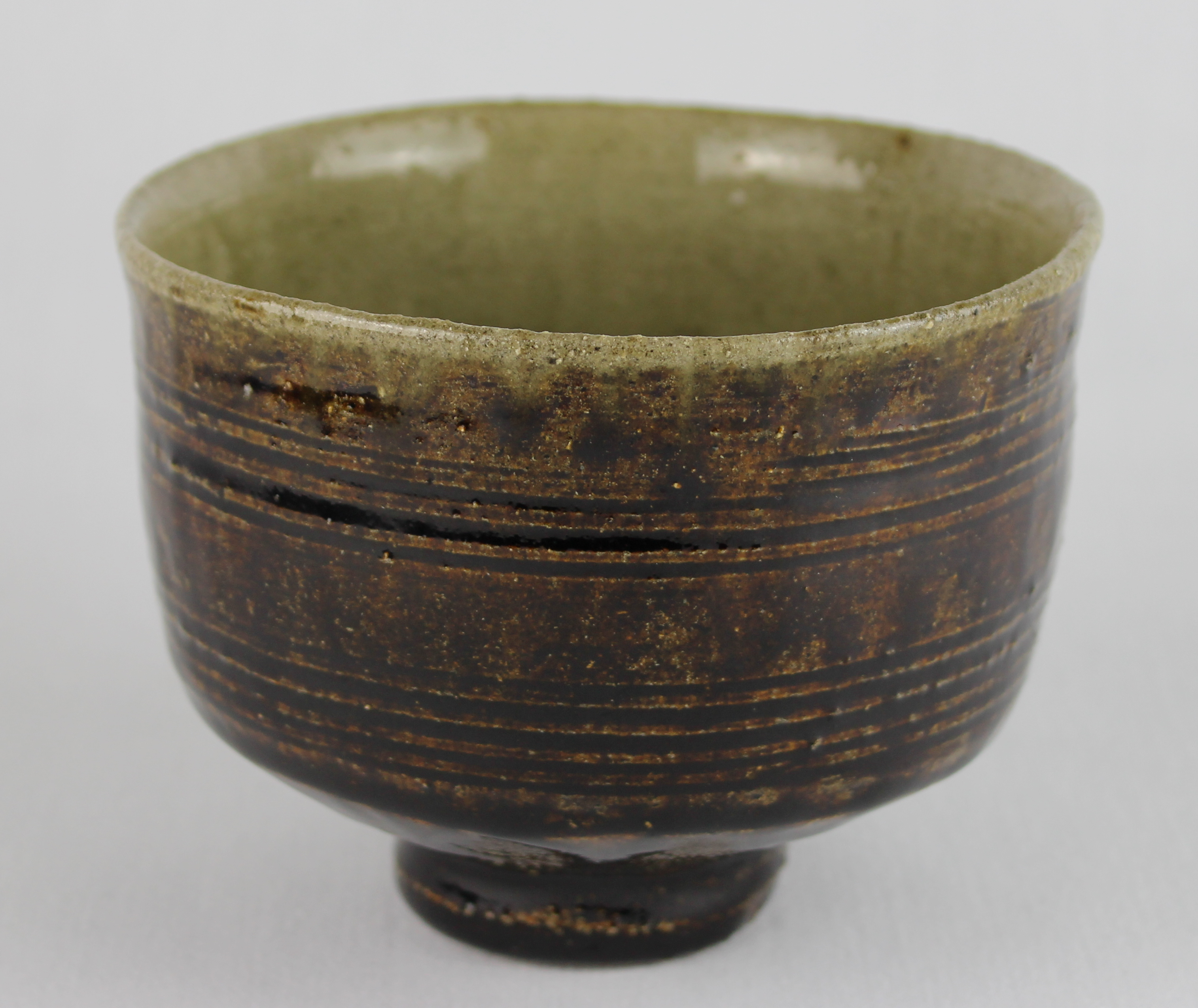
Cuenco para té de Shoji Hamada, modelado y tallado a mano.

Junto con Kawai, se le considera uno de los precursores del movimiento mingei de artesanía popular para sintetizar la utilidad con la estética en el ámbito de las técnicas tradicionales japonesas. Aunque utilizó en su trabajo arcilla (barro), piedra y ceniza, materiales con los que decoró y vidrió sus obras, su estilo libre no estuvo sujeto a la tradición. Entre 1929 y 1936 fue miembro del Kokugakai y colaboró en el lanzamiento de la revista Kogei.Durante la década de 1930 visitó Okinawa, Sanin, Tohoku, Kyushu y Corea, entre otros lugares, para investigar sobre artesanías populares.
Su obra artística se conserva en las colecciones del Art Institute of Chicago, el Carnegie Museum of Art de Pittsburgh y el Philadelphia Museum of Art.
Al igual que Yanagi Muneyoshi, Hamada era un entusiasta del movimiento del arte popular en Japón. Cuando Yanagi murió en 1961, le sucedió como segundo director del Museo de Artesanía Popular Japonesa, y en 1977 abrió su propio museo en su casa, Mashiko Sankōkan (actual Museo Shoji Hamada Memorial Mashiko Sankokan), donde expuso su colección de artesanía popular de Japón y del extranjero. Hamada apoyó mucho a los jóvenes artistas que se trasladaron a Mashiko, como su alumno Shimaoka Tatsuzō, y Kamoda Shōji, y fue importante en el fomento de Mashiko como destino de turismo. También proporcionó alojamiento y acogió en su taller a alfareros visitantes del extranjero.
Murió en Mashiko el 5 de enero de 1978.

## Conservación de la arquitectura local

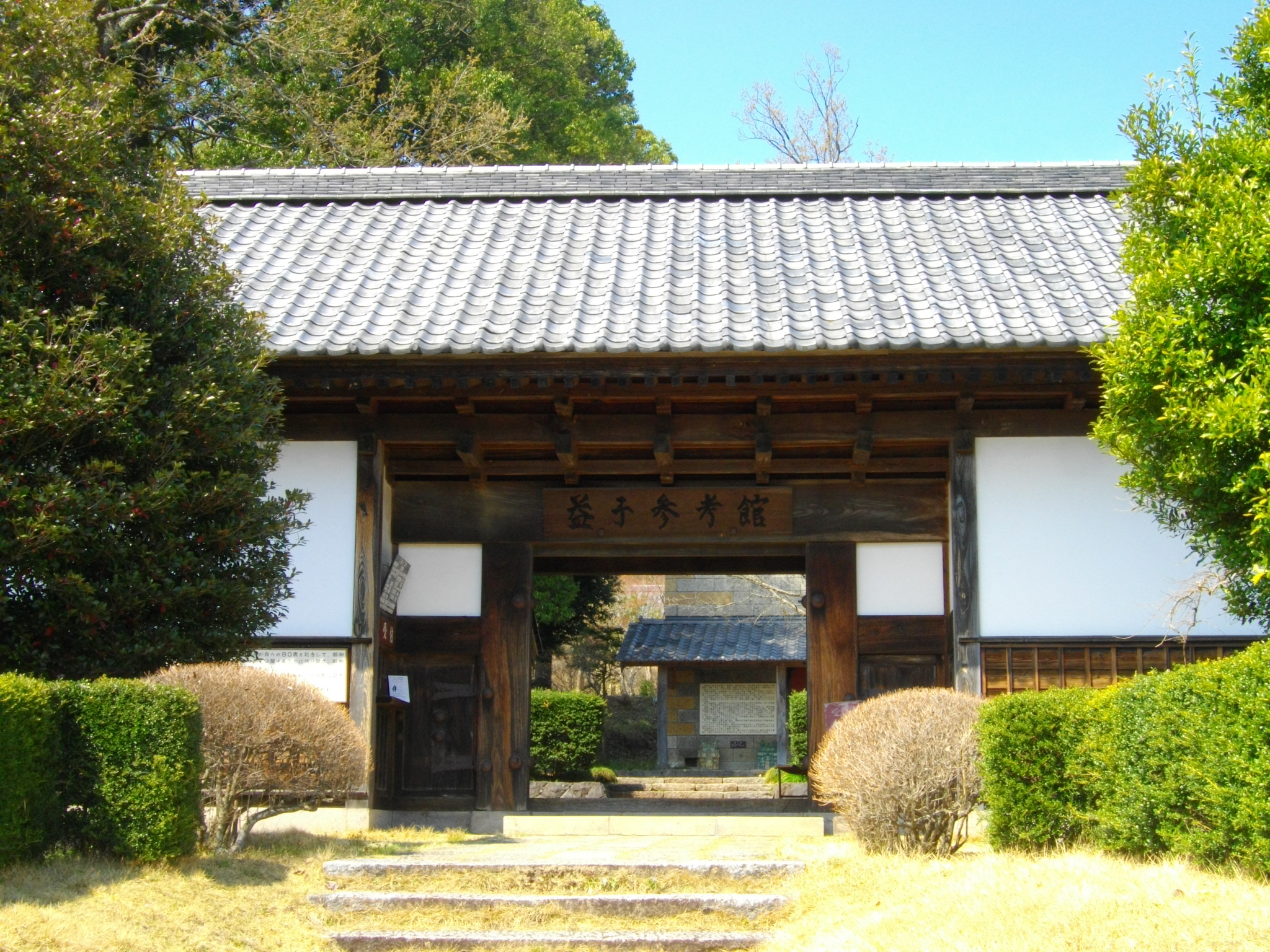
Museo Shōji Hamada Memorial Mashiko Sankokan

Desde que se trasladó a Mashiko, Hamada compró, reubicó y reformó en su propiedad casas de labranza tradicionales, almacenes de cantería y porterías nagaya-mon del periodo Edo exclusivas del sur de la prefectura de Tochigi. La primera de ellas fue su residencia en 1930, seguida de otras que utilizó como talleres y para acoger a invitados y aprendices, y la última, desde 1942, como taller. En 1989 su residencia fue legada y rehabilitada convirtiéndose en la sede del Museo de Arte Cerámico de Mashiko, o Ceramic Art Messe Mashiko, después de que la casa fuera designada bien cultural de Mashiko.

## Reconocimientos
En 1955 el gobierno japonés le nombró «Tesoro Nacional Viviente», la primera vez que se otorgó este honor a una persona del ámbito de la artesanía. El año anterior, el 29 de mayo de 1954, se había enmendado la Ley de Protección de Bienes Culturales, y en noviembre se aprobó una nueva designación de Preservadores de Importantes Bienes Culturales Inmateriales (Jūyō Mukei Bunkazai Hojisha).

## Influencia
A lo largo de toda una vida dedicada a la cerámica alcanzó reconocimiento internacional y sus obras forman parte de collecciones de museos de todo el mundo. La influencia de Hamada se dejó sentir no sólo en su Japón natal, sobre todo en Mashiko, sino también en el extranjero. En el Reino Unido y Estados Unidos, su estilo y filosofía se hicieron muy conocidos entre los artistas ceramistas, y fue venerado como el arquetipo del ceramista oriental. Las obras de Hamada alcanzan precios elevados en las subastas. En el Reino Unido, pueden verse ejemplos de su obra en la York Art Gallery. Sardar Gurcharan Singh lo conoció y siguió desarrollando su estilo de cerámica en la India.